# Semiothisa hispanica
Semiothisa hispanica är en fjärilsart som beskrevs av Claude Herbulot 1957. Semiothisa hispanica ingår i släktet Semiothisa och familjen mätare. Inga underarter finns listade i Catalogue of Life.